# Traidenis af Litauen
Traidenis (hviderussisk: Трайдзень (tr. Trajdejei)) (død 1282) var storfyrste af Litauen fra 1270 (eller 1269) til 1282. Efter Mindaugas var han den næstmest fremtrædende storfyrste af Litauen i 1200-tallet. Hans regeringstid afsluttede en syvårig, urolig periode efter mordet på Mindaugas i 1263, og den grundfæstede Storfyrstedømmet som en hedensk stat for endnu hundrede år. Traidenis udvidede Storfyrstendømmet ind på sudoviernes og semigaliernes områder og styrkede sin indflydelse i Sorterusland. I modsætning til Mindaugas koncentrerede Traidenis sig ikke om ekspansion i øst. Kernavė var hovedstad for hertugdømmet på Traidenis' tid.
Omstændighederne omkring Traidenis' vej til magten er ikke klare. Selvom hans forældre er ukendte, ved man, at han kom fra Aukštaitija, da han blev fyrste af Kernavė. Fra begyndelsen var hans forhold til Halytsj-Volynia spændt, da han tvang Švarnas fra magten. Spændingen resulterede i sidste ende i krig 1274-1276. På trods af Mongolernes støtte til Halych-Volhynia blev Traidenis succes i kampene og hans kontrol over Sorterusland blev styrket med byer som Navahradak, Hrodna, Slonim med flere. Traidenis gjorde også indfald i Polen, især i egnen omkring Lublin og Łęczyca, som fortsatte til omkring 1306. Disse angreb berørte ikke Masovien, hvor Traidenis etablerede familiemæssig forbindelse til fyrstefamilien gennem sin datter Sophia Gaudimantaitė. De familiemæssige relationer blev yderligere udbygget af Gediminas.
Traidenis, der var kendt for sin hengivenhed til hedenskab og sin anti-tyske holdning, havde succes i kampe med den Liviske Orden. I 1270 vandt han slaget ved Karuse, og på tilbagetoget fra Øsel (Saarema) blev de mødt af de forenede tyske ordensriddere og danske allierede i slaget på isen, som Traidenis vandt. Ordensmester Otto von Lutterberg og 52 ordensriddere blev dræbt. En ny Ordensmester, Andreas von Westfalen, søgte en hurtig hævn, men blev dræbt af Traidenis i 1270. Men i 1272 svarede den Liviske Orden igen, angreb Semigalia og opførte i årene 1273–1277 Dinaburg slot (ved det nuværende Daugavpils) i landområder, der hidtil havde været kontrolleret af Traidenis. Trods fire katapulter var han ikke i stand til at indtage den nye fæstning og måtte trække sig tilbage i 1278. I 1279 angreb ordenen litauiske landområder og nåede så langt som Kernavė, men under tilbagetoget led de et stort nederlag i slaget ved Aizkraukle. Ordensmester Ernst von Ratzeburg faldt ved slaget. Nederlaget opmuntrede Semigalierne til at gøre oprør mod ordenen. Semigalierne, under ledelse af Nemeitis, var nu parat til at anerkende Litauens overhøjhed og bad Traidenis om bistand. I 1281 erobrede Traidenis Jersika slot i det nuværende Preiļis distrikt og udvekslede det for Dinaburg slot. Imidlertid døde Traidenis kort efter, og semigaliernes bistand blev svækket da de var udmattede efter konstant krigsførelse. Traidenis er den første kendte litauiske fyrste, der døde en naturlig død. Alle andre før ham blev myrdet eller dræbt i kamp.

## Familie
Brødre
- Bardis, Liesis, og Svalkenis døde i kampe med Halytsj-Volynia.
- Sirputis bistod Traidenis i militære kampagner.

Datter
- Sophia Gaudimantaitė (1260-1313), gift med Boleslav 2., fyrste af Masovien.